# 마리트 후르메린타
마리트 헬레나 후르메린타(핀란드어: Maarit Helena Hurmerinta, 1953년 11월 10일 ~ )는 핀란드의 가수이다.